# エッシャースハウゼン
エッシャースハウゼン (ドイツ語: Eschershausen) は、ドイツ連邦共和国ニーダーザクセン州ホルツミンデン郡北部に位置する小都市である。ザムトゲマインデ・エッシャースハウゼン＝シュタットオルデンドルフを構成する市町村の一つである。

## 地理
480 m まで程度の高さの森に覆われた中低山地、イート山地、ヒルス山地、ホムブルクの森、エルファス山地がエッシャースハウゼンを取り囲んでいる。この街はヴェーザーベルクラントの中央部にある。魚の豊かなレネ川や飲み水の水源が多いヘレンボルンやヴェーンボルンによって好適な立地が生まれた。

### 隣接する市町村
市域は、北西はホルツェン、南東はレネ、南はシュタットオルデンドルフ、南西はホーレンベルク、西はキルヒブラーク、北西はリューアーディッセンと境を接する。このうち、ホルツェン、リューアーディッセン、レネとシュタットオルデンドルフはザムトゲマインデ・エッシャースハウゼン＝シュタットオルデンドルフに、ホーレンベルクはザムトゲマインデ・ベーヴェルンに、キルヒブラークはザムトゲマインデ・ボーデンヴェルダー＝ポレに属していた。
エッシャースハウゼンと境を接する町村はすべてホルツミンデン郡に属す。

### 自治体の構成
中核市区の他、シャルフォルデンドルフ地区とヴィッケンゼン地区がエッシャースハウゼン市に属している。

## 歴史
この集落は、古い軍用道路、ケルン/ヘクスター - ブラウンシュヴァイク線とハーメルン - アインベック線との交差点に成立した。古い研究によれば、最初の文献上の記録は偽造されたコルヴァイ修道院の Regestrum Saracchonis に870年から880年の間になされている。最初の確かな記録は、1054年にヴィンカーナフェルトにある村 "Ascgereshuson" として記述されているものである。しかし集落の成立はそれよりも明らかに古く、8世紀のザクセン戦争の時代であるとする説が有力である。これは人物の名前に -hausen / -husen という語尾をつける命名法から推定される。
1100年頃、ヒルデスハイム司教ウードがオランダ人やフラマン人の新しい入植者を募り、ヴェーザーベルクラントやライネベルクラントの未開の森林に入植させた。入植者の権利は「エッシャースハウゼン協定」に明記されている。ヘーガーレヒト（開拓した農地を柵や垣根で囲う権利）を伴うこのヘーガー入植政策は成功を収め、やや形を変えたヘーガーフーフェン（柵に囲まれた農場からなる集村）入植地は、ほぼすべてが衰退した。現在のエッシャースハウゼン地域には、ヘーガー集落が1つだけ遺されている（ブーフハーゲン）。ただしこの集落はすでに、かつてのヘーガー集落型農場の原型を留めてはいない。また、ハインリヒスハーゲンは、ハーゲンの名を有しているが、ヘーガー型（ハーゲン型）集落ではない。この名前はおそらく「Waldhagen」に由来するものである。
1409年のホムブルク家断絶により、エッシャースハウゼンはブラウンシュヴァイク公領となった。その後、1806年から1813年のフランス統治時代を除き、1941年までエッシャースハウゼンは終始ブラウンシュヴァイク公領（1922年以降はブラウンシュヴァイク州）に留まった。
ブラウンシュヴァイク公は1742年に、レネ川に石造りのアーチ橋を架けた。これは洪水時にも郵便路を確保するために計画されたものであった。
エッシャースハウゼンは1833年に都市権を得た。この頃の人口は1,145人であった。
フォアヴォール＝エンマータール鉄道会社 (VEE) の鉄道路線建設に伴い、1900年にこの街に駅が建設された。
ブラウンシュヴァイク州とプロイセン王国との間の領土交換により、1941年にエッシャースハウゼンはプロイセン王国ハノーファー管区のホルツミンデン郡に属すこととなった。これにより500年以上にわたったブラウンシュヴァイク公領および同州への帰属は終結した。1946年、ホルツミンデン郡は新しいハノーファー州の一部となり、さらに同じ年に成立したニーダーザクセン州に属すこととなった。
第二次世界大戦中は、1944年1月1日から1945年4月3日まで2000人の強制労働従事者を収容するブーヘンヴァルト強制収容所の分所（暗号名: シュタイン）があった。彼らはホルツェンの地下工場で軍需品の生産に従事した。1945年4月初め、ブーヘンヴァルト強制収容所の収容者らは解放された。

## 行政

### 首長
エッシャースハウゼンの市長は、2016年からヘルマン・グルーペ (FDP) が務めている。

### 議会
エッシャースハウゼンの市議会は、15議席からなる。

### 紋章
赤地。金文字「E」の上に、向かって左向きに歩く青い爪と舌を持つ金の獅子。
最も古い紋章は1500年頃のものである。エッシャースハウゼンの紋章に描かれている獅子は、ブラウンシュヴァイク公の紋章（ブラウンシュヴァイガー・レーヴェ）あるいはホムブルク家の紋章かのいずれかを示している。「E」はエッシャースハウゼンの頭文字である。17世紀の紋章には「E」の文字はなく、冠を戴いた獅子だけが描かれていた。20世紀に紋章は改定され、ブラウンシュヴァイク公にちなんだ赤、金、青の配色が採用された。
市の色は赤と金である。

## 経済と社会資本

### 教育
- エッシャースハウゼン基礎課程学校
- エッシャースハウゼン本課程・実科学校

### 地元企業
- 1873年にドイツ天然アスファルト GmbH (DASAG) が設立された。1997年からはDASAG GmbH & Co. KG として KANNグループに加わり、2004年にベンドルフ＝ミュルホーフェンの KANN GmbH 建設資材製造と合併した。
- 1896年に図書・オフセット印刷工場 C. Brums が設立された。
- 1925年にハスパー兄弟が製材所を創業した。
- 1931年にドイツ救命ボート（ドイツ救命ボート製造ハンス・シャイベルト GmbH & Co. KG）が設立された。
- 1957年にルドルフ・ライビングが同名の自動車組み立て工場を設立した。
- 1964年にオートハウス・ファッターオットが開業した。
- 1965年にドイツ救命ボートの下請けとして縫製会社の EGN エーデルトラウト・ゲマインハルトが設立された。
- 1988年にハインツ＝ライナー・ホフマンによって設立された、トレーラーやトラック製造のホフマン自動車工場 GmbH は2002年に破産を申告した。2003年までの短期間、WBL有用車両 GmbH の下で、残った54人の従業員によって存続が図られたが、現在は操業停止している。

## 文化と見所
エッシャースハウゼンの文化財と見所を列記する。
- ヴィルヘルム・ラーベの生家。1828年建造。
- 聖マルティン教会（プロテスタント＝ルター派）。1746年建造、ロココ様式のホール式教会。この建物はロマネスク様式の西塔を有する。内部には領主のバルコニー席や多くの墓碑があり、この教会とかつてのヴィッケンゼン御料地との結びつきを示している。
- 最も古い木組み住宅は1580年建造のものである。
- レネ川に架かる1742年建造のヴォルト橋。
- 1843年創業のビール醸造所。
- 1843年建造の古典主義様式の旧区裁判所
- 1931年建造の学校の校舎
- 1931年建立のヴィルヘルム・ラーベ記念碑
- レオプシュッツ郡郷土室（レオプシュッツ郡は、オーバーシュレジエンの、現在のグウプチツェを中心とする地域）

エッシャースハウゼン周辺のその他の文化財と見所には以下のものがある。
- フォーグラー山地のエーバースナッケン塔（エッシャースハウゼンの西）
- ホムブルクの森にあるホムブルク城趾（エッシャースハウゼンの南）
- イート山地のグライダー場
- イート山地のローテシュタイン洞窟およびベーレン洞窟
- イート岩塊
- ヒルス（エッシャースハウゼンの北東）のヴィルヘルム塔。この塔は、エッシャースハウゼン生まれの私人ヴィルヘルム・ラーベを讃えて1909年に建てられた展望塔であり、彼にちなんで名付けられた。

## 人物

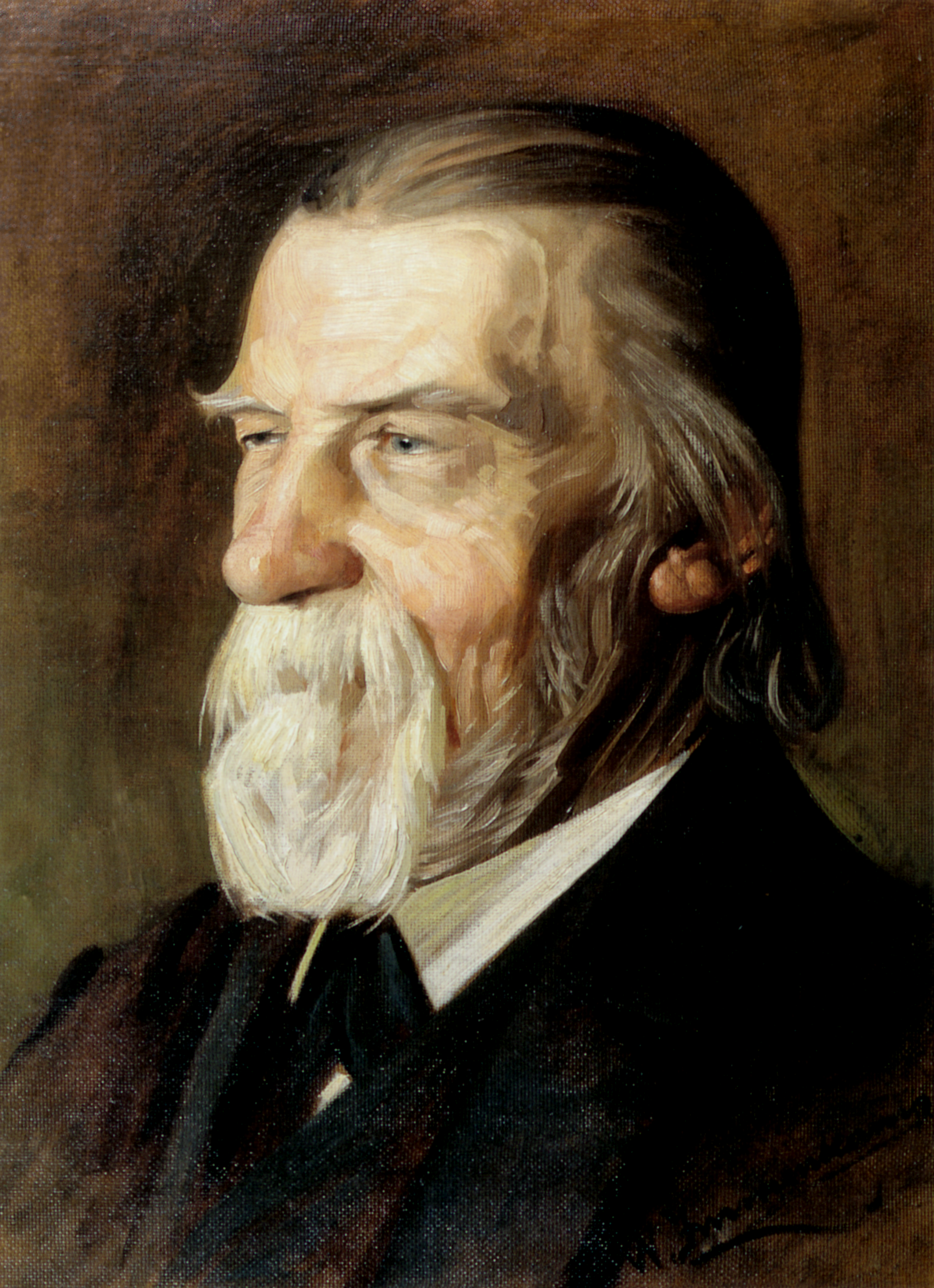
ヴィルヘルム・ラーベの肖像

- ヴィルヘルム・ラーベ（1832年 - 1910年）作家。1901年に名誉市民号を授与された。

### 書籍
- Adolf Lucé: Ein Streifzug durch die Geschichte und Umgebung der Wilhelm-Raabe-Stadt Eschershausen, 1960
- Horst-Rüdiger Jarck und Gerhardt Schildt: Die Braunschweigische Landesgeschichte. Appelhans Verlag, Braunschweig, 2000, ISBN 3-930292-28-9
- Jutta Henze und Andreas Reuschel: Eschershausen um 1900. Geiger-Verlag, Horb am Neckar, 2002, ISBN 3-89570-810-0
- Jutta Henze und Andreas Reuschel: Eschershausen 1918 bis 1933. Geiger-Verlag, Horb am Neckar, 2006, ISBN 3-86595-118-X
- Jutta Henze und Andreas Reuschel: Eschershausen in den 50er Jahren. Geiger-Verlag, Horb am Neckar, 2008, ISBN 978-3-86595-274-5
- Andreas Reuschel: Hagenhufensiedlungen oder "Hägerhufensiedlungen" in der Ithbörde? Dissertation  Bonn 2010

### 論文
- Eschershausen und Scharfoldendorf. Über das Alter von zwei Siedlungen in der Ith-Börde von Andreas Reuschel veröffentlicht in Jahrbuch für den Landkreis Holzminden Band 1, Holzminden 1983 pp. 5-14
- Die Asphaltfabriken bei Eschershausen von Andreas Reuschel veröffentlicht in Jahrbuch für den Landkreis Holzminden Band 8/9, Holzminden 1992  pp. 79 - 95
- Wappen der Stadt Eschershausen von Andreas Reuschel veröffentlicht in Sollinger Heimatblätter, Uslar 1991 Heft 1, p. 2
- Die Stadt Eschershausen von Andreas Reuschel veröffentlicht in Sollinger Heimatblätter, Uslar 1991 Heft 1, pp.  3 - 5
- Mittelalterliche Wüstungen von Andreas Reuschel veröffentlicht in Historisch-Landeskundliche Exkursionskarte Blatt Holzminden, Bielefeld 1997, pp. 44-54 ISBN 3-89534-214-9